# Piero Chiambretti
Piero Chiambretti (n. 30 mai 1956, Aoste, Valle d'Aosta, Italia) este un moderator de televiziune italian.